# Tête de Moine

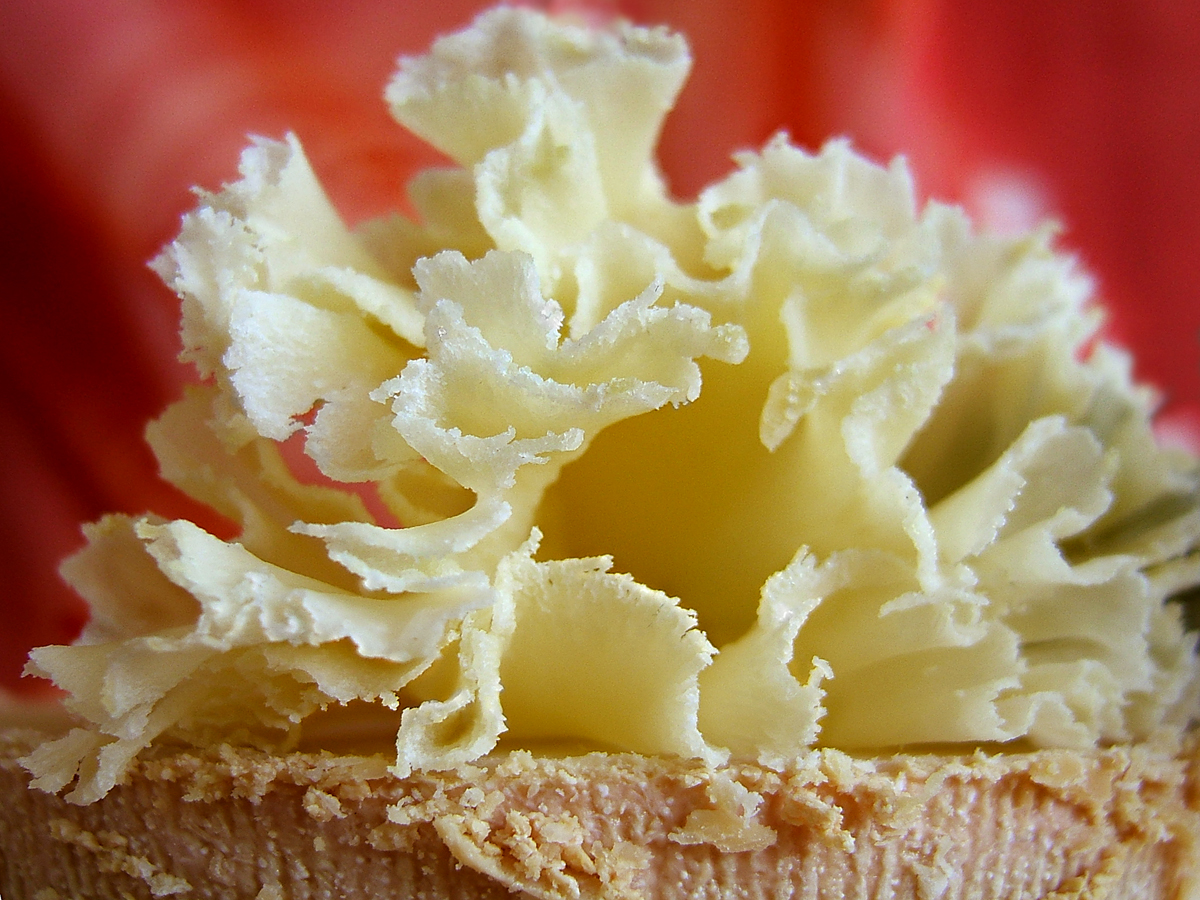
Tête de Moine

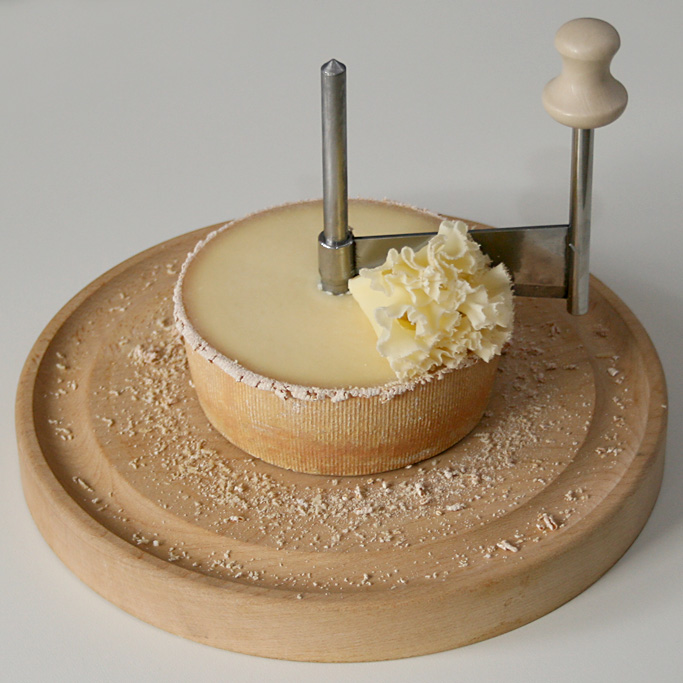
Tête de Moine auf Girolle

Tête de Moine (/tɛt də mwan/, französisch für «Mönchskopf») ist ein Halbhartkäse, der im Berner Jura und im Kanton Jura aus unbehandelter Kuhmilch hergestellt wird.
Seine Ursprünge liegen im 12. Jahrhundert im Kloster Bellelay. Im späten 18. Jahrhundert wurde die Bezeichnung der Käsesorte Tête de Moine etabliert. Im Jahre 1978 wurde der Zusammenschluss der Hersteller von Tête de Moine gegründet. Seit dem Jahre 2001 ist die Bezeichnung «Tête de Moine, Fromage de Bellelay» als geschützte Ursprungsbezeichnung (Appellation d’Origine Protégée, AOP) eingetragen.
Traditionell wird Tête de Moine nicht in Scheiben geschnitten, sondern hauchfein geschabt. Seit 1982 ist dazu ein spezielles patentiertes Werkzeug, die Girolle, erhältlich. Diese besteht gewöhnlich aus einem runden Holzteller mit senkrecht stehendem Stift in der Mitte und einer Kurbel. Der zylindrische Käse wird mittig auf den Stift gesetzt; zuvor wird allerdings die Rinde von der Oberseite des Käses weggeschnitten, was dann entfernt an eine Tonsur erinnert, die dem Käse auch den Namen gab. Mit Hilfe der auf den Stift gesteckten Kurbel lassen sich nun Rosetten aus fein geschabtem Käse herstellen. Die so vergrösserte Oberfläche bringt den Geschmack besonders zur Geltung. Beim Schaben löst sich die Käserinde am Rand und bröselt ab. Vom Aussehen der Rosetten, die an Pfifferlinge (französisch girolle) erinnern, erhielt das Schabgerät seinen Namen.